# 湖水詩人
湖水詩人（こすいしじん、または湖畔詩人、Lake Poets）は、19世紀、イングランドの湖水地方に住んでいた詩人たち全員のこと。グループとして、思潮・文学的実践の1つの「派」になったわけではないものの、彼らの作品は「エディンバラ・レヴュー（Edinburgh Review）」誌によってひとまとめにされ批判された。ロマン主義運動の一部と見なされている。
湖水詩人を代表する詩人は、ウィリアム・ワーズワース、サミュエル・テイラー・コールリッジ、ロバート・サウジーの3人で、ワーズワースの妹ドロシー・ワーズワース、チャールズ・ロイド（Charles Lloyd）、コールリッジの子ハートリー・コールリッジ（Hartley Coleridge）、ジョン・ウィルソン（John Wilson）、それにトマス・ド・クインシーといった詩人・著作家たちも関連づけられる。